# Rap a duras penas
Rap a duras penas es un álbum del grupo musical canario Taller Canario de Canción, formado por Pedro Guerra, Andrés Molina y Rogelio Botanz. El disco fue grabado en La Laguna, Tenerife en 1991, y editado por Discos Manzana.
Los arreglos de Luis Fernández le dan al disco un sonido mucho más cercano al pop. En el disco colaboran además músicos como Joaquín Sabina, Luis Morera (del grupo Taburiente), Luis Eduardo Aute, Natxo de Felipe (del grupo Oskorri), y la venezolana Cecilia Todd. 
Entre las canciones del disco destacan Garaldea, basada en el libro de Federico Krutwig y con algunos versos de Mario Benedetti; y Yo también nací en el 63, que llegó a sonar por la radio a nivel estatal. También se incluye el tema Rap a duras penas, que da título al disco, y que luego sería grabado de nuevo en el primer disco de Pedro Guerra en solitario. 
El disco está dedicado a la memoria de Pedro Guerra Cabrera (padre de Pedro Guerra), que había fallecido recientemente. 

## Canciones
- 1. Con pinta de tipo que busca heroína (Andrés Molina)
- 2. Berlín 90 (Pedro Guerra)
- 3. Rap/a/duras penas rap. (Pedro Guerra)
- 4. Agoñe (Agoñe yacorón iyatzahaña chacoñamet)(Pedro Guerra/popular)
- 5. Yo también nací en el 63 (Andrés Molina)
- 6. Niño flaco (Pedro Guerra)
- 7. Garaldea (Rogelio Botanz/popular)
- 8. La lluvia de mis botas (Pedro Guerra)
- 9. 167 destino Tenerife Norte (Pedro Guerra)
- 10. Ponencia (Rogelio Botanz)
- 11. Sobre la luna (Pedro Guerra)
- 12. A qué cantar (Andrés Molina)
- 13. Como un poder (Pedro Guerra)
- 14. Punto de soledad (Andrés Molina)

## Créditos
- Arreglos: Luis Fernández y Taller Canario.

- Taller Canario:

-  Pedro Guerra: voz, guitarra clásica, acústica y eléctrica, laúd, piedras y programaciones.
- Andrés Molina: voz, teclados, piedras y programaciones.
- Rogelio Botanz: voz, aijijides, irrintzis, percutería, litófono, pito herreño, piedras y programaciones.
- Músicos:

- Luis Fernández: Teclados, programaciones, samplers y coros.
- José Carlos Machado: bajo y contrabajo.
- Alfredo Llanos: batería no programada.
- Quique Perdomo: Saxo.
- Carlos Más: Timple y chácaras.
- Valentín Benítez: Pitos herreños.
- Chano Díaz: Pitos herreños. Ajijides en Garaldea.
- Lourdes, Tati, Carolina y Francis: Piedras.
- Jesús González Brito "Pingüino": Contrabajo en Yo también nací en el 63.
- Pina González, Juana González, María Ascensión Padrón y Gonzalo Rodríguez: Aijijides en Garaldea.
- Candelaria Machado: Voz en off simulacro aeropuerto en 167 destino Tenerife Norte.
-  Lito, Marisa, Luisa Machado, Ramón Alemán, Chanchi, Tino Ramos y Belén Guerra: coros en Rap a duras penas.
- Julia Botanz: voz y coros infantiles en Rap a duras penas.
- Miriam Botanz, María Jesús, Marta, Nayra, Fayna y Queila: coros infantiles en Rap a duras penas.
- Colaboraciones:

- Joaquín Sabina: voz en Con pinta de tipo que busca heroína.
- Luis Morera: voz en Berlín 90
- Natxo de Felipe: voz e irrintzis en Garaldea.
- Luis Eduardo Aute: voz en Sobre la luna.
- Cecilia Todd: Voz en A qué cantar y coros en Rap a duras penas.
- Datos: Q6100375